# Олександр VI
Олекса́ндр VI (ім'я та прізвище при народженні — Рударі́к Лянсо́л-і-да-Бо́ржа, кат. Roderic Llançol i de Borja, валенсійська вимова Родері́к Лянсо́л-і-де-Бо́ржа; 1 січня 1431, Шатіва — 18 серпня 1503, Рим, Папська держава) — папа римський з 11 серпня 1492 року, другий папа з роду Борджіа (Борджа, Боржа, Борха).

## Біографія

Desiderando nui, 1499

Народився в містечку Шатіва неподалік від Валенсії 1 січня 1431 року. У 1456 році Рударік да-Боржа став кардиналом, а в 1457 році — віцеканцлером Римської церкви. Коронація Рударіка да-Боржі на посаду папи під іменем Александра VI відбулася в Соборі святого Петра 26 серпня 1492 року.

Олександр VI

Прагнув до відродження Ватикану як могутньої держави. При ньому розвинувся непотизм. У своїй політиці керувався перш за все інтересами Чезаре та інших синів. Розв'язав конфлікт між Іспанією та Португалією, який стосувався їхніх колоніальних володінь — 4 травня 1493 року видав буллу, яка поділила нововідкриті землі (фактично ввесь світ поза Європою) між цими країнами. Під час Італійських воєн лавірував між різними сторонами залежно від особистої вигоди. Його політика сприяла іноземним вторгненням в Італію. З 1497 року допомагав Чезаре в його намаганнях створити сильну державу в Центральній Італії. У боротьбі з політичними супротивниками охоче вдавався до вбивств. За чутками, що їх розповсюджували супротивники, вступив у кровозмісні стосунки з власною дочкою. Джерелом таких чуток вважаються розповіді першого чоловіка Лукреції Борджіа, Джованні Сфорца, якого примусили до розлучення через імпотенцію Джованні. У 1497 році, не маючи змоги розправитися з відлученим ним від церкви Савонаролою, який вимагав скинути злочинного та розбещеного папу, Олександр VI активно допомагав його супротивникам, яким вдалося захопити та стратити Савонаролу. Папа всіма засобами збирав гроші — конфісковував майно багатих людей, торгував церковними посадами. Ці кошти, а також збори від ювілейного 1500 року та хрестоносної десятини Олександр VI використав для завоювання Романьї, яка лише номінально залежала від папи. У 1501—1503 роках папі вдалося подолати наймогутніші феодальні родини папської області — Колонна і Орсіні. Правління Олександра VI сильно підірвало авторитет пап і католицької церкви в цілому.
Папа Олександр VI був меценатом видатних художників — Рафаеля, Мікеланджело та інших.
Папа Олександр VI, як і Калікст III (теж да-Боржа), вважався сучасниками каталонцем, бо народився під Валенсією. Відомий вислів кардинала П'єтро Бембо, коли Калікста III було обрано папою: «О, Боже! Римська церква в руках каталонців!» (італ. Oh Dio, la Chiesa romana in mani dei catalani!).
Коли Борджіа отримав папську тіару, молодий кардинал Джованні Медічі (майбутній папа Лев X) сказав: «Ми потрапили в пащу вовка, він зжере всіх нас, якщо не знайдемо способу його позбутися». Кардиналу довелося втекти з Риму, про його слова негайно донесли папі Борджіа.
Папа роздавав посади кардиналів на свій особистий розсуд залежно від політичної чи фінансової вигоди. Його син Чезаре став кардиналом у 17 років. Часто багаті сеньйори купували кардинальські капелюхи своїм синам, яким не виповнилося й 12 років. За роки правління понтифік призначив 47 кардиналів.
Ворогам, з якими не вдавалося домовитися, вірні слуги папи Борджіа підносили «отруєну чашу». Французький публіцист 19 століття Лео Тексілен писав: «Він (Олександр) довів спосіб убивства до досконалості. Завдяки своїм спеціальним знанням в цій області та сприянню відданих йому хіміків, йому вдалося створити цілий арсенал надзвичайно тонких отрут. Олександр, Чезаре, Лукреція діяли самі або через своїх слуг. Досить було слузі, прогулюючись вулицями і площами, вколоти голкою вказаних ним перехожих, щоб вони впали замертво. У резервуарі голки була отрута, крапля якої могла вразити здорового бика».
Завдяки старанням своїх учених Борджіа створив своє особливе вино: «Знамените вино Борджіа мало таку властивість, що дія його проявлялася лише через кілька років: у людини випадали зуби, волосся, злазила шкіра, і вона помирала після довгої та болісної агонії».
Біограф Томазі писав про звичаї папського двору: «Чотири дні вони провели в лісах Остії, вільно віддаючись поривам плоті; бенкети змінювалися бенкетами, і там панувала така розпуста, яку здатна вигадати лише найперекрученіша уява. Повернувшись до Риму, вони перетворили його на кубло, на святилище гидот. Неможливо перелічити всі крадіжки, вбивства і злочини, які здійснювалися щодня при дворі папи. Людського життя не вистачило б, щоб описати всі подробиці».
Монах-домініканець Ієронім Савонарола викривав підлість і розпусту керівництва церкви. Не дивно, що за такої вдачі Савонарола передбачав прийдешній кінець світу. Борджіа, бачачи повагу народу до проповідника, спочатку спробував залучити його на свій бік, запропонувавши посаду кардинала.
Савонарола відмовився від підкупу: «Якщо мені й судилося носити червоний кардинальський капелюх, то нехай він буде пофарбований моєю власною кров'ю». У відповідь Борджіа не приховував своїх намірів позбавитися від Савонароли: «Цей чернець повинен померти, хоч би він був самим Іваном Хрестителем!».
Савонаролу було відлучено від церкви. У відповідь на зречення проповідник вимовив: «Несправедливе відлучення не має ніякої сили. О Риме, ти хворий смертельно. Ти залишив Бога! Христе, Ти будь моїм пастирем, моїм єпископом, моїм папою!». Джіроламо Савонаролу стратили в 1498 році у віці 46 років. Щоб народ не поклонявся праху Савонароли як мощам мученика, тіло страченого було спалено, а попіл розвіяно за вітром.
Борджіа позбавлявся і від військових офіцерів, незадоволених його політикою, незважаючи на їхні таланти й бойові заслуги.
Справи Борджіа славилися по всій Європі. Одного разу посли королів прибули до папи на збори з загальним засудженням його дій, які завдають шкоди релігії. У відповідь Борджіа заявив: «Ці деспоти насмілюються дорікати наміснику святого Петра і звинувачують мене в якихось вбивствах і крадіжках, тимчасом як самі залишають цілі королівства своїм дітям і вбивають мільйони людей у своїх кривавих бійках! Забирайтеся геть, жалюгідні сателіти, і передайте тим, хто послав вас, що мені ще багато чого треба зробити, щоб дорівнятися до них у їхніх злочинах».
«Що повинні думати народи про своїх тиранів, якщо Олександр вважає короля більш огидним, ніж він сам?» — сказав тоді проповідник Савонарола.
Помер папа в 72 роки, за офіційною версією — від застуди. Говорили, що він з'їв отруєні солодощі. У вбивстві також підозрювали його сина Чезаре. За іншою версією, папа підмішав отруту в вино кардиналам, яких хотів позбутися, але ненароком сам її випив.

## Образ у кінематографі
- Конклав (фільм, 2006)